# Bromus syriacus
Bromus syriacus là một loài thực vật có hoa trong họ Hòa thảo. Loài này được Boiss. & Blanche mô tả khoa học đầu tiên năm 1859.